# メタルサーガ モバイル
メタルサーガモバイル（METAL SAGA MOBILE）は株式会社サクセスネットワークスが2007年7月2日にDoCoMo専用iアプリ に開設した携帯電話向けサイト。完全新作となる『メタルサーガ 〜旋律の連鎖〜』などのモバイルアプリが配信されている

## メタルサーガ 〜旋律の連鎖〜
『メタルサーガ 〜旋律の連鎖〜』（メタルサーガ せんりつのれんさ）は、メタルサーガモバイル開設と同時に配信されたモバイルアプリ。ジャンルはRPG。通称MS3。

### 概要
前作『メタルサーガ 〜鋼の季節〜』の売り上げが2万本という厳しい売り上げだったため、本作は低コストの意味合いを兼ねてモバイルアプリにプラットフォームが移行された。
内容的にはメタルサーガシリーズの前身である『メタルマックス』に近く、グラフィックも3Dオブジェクトが廃止され完全2Dグラフィックに変更された。容量縮小のため前作に登場した職業「料理人」「ハッカー」が廃止された。今回は大陸横断をメインとしたストーリーではなく独立した孤島が舞台となり「島での抗争や冒険」の色が強くなっている。
本作の時代設定は『メタルマックス2』と同時間軸に位置しバイアスグラップラーが十数年ぶりに復活したのは言うまでも無く、作風もかなりの原点回帰が見られる。
スタッフは前作同様、宮岡寛がシナリオ、ゲームデザインを務め、キャラクターデザインは今井修司が担当することになった。

### ストーリー
人類を襲った謎の大破壊から数十年後、生き残った人々は荒廃した大地で文明の遺産にしがみ付きながら生きていた。しかしそんな世界にも悪ははびこり、バイアスグラップラーと言う人狩り集団が世界で猛威を振っていた。それは外界を海に囲まれた平和なファース島にも姿を現したが、バイアスグラップラーに対抗するレジスタンスもまた存在した。

### 登場人物

#### 風の団
主人公
レジスタンス「風の団」に所属する見習いハンター。
リサ
グラップラーに付けねらわれる謎の少女。過去の世界の生き残りであり、失われた古代兵器を蘇らせる鍵であるという。
サンダー
「風の団」のリーダーで主人公の兄。クラスはソルジャー。
アイラ
「氷のアイラ」の異名を持つ元賞金稼ぎ。サンダーの右腕で「風の団」の副リーダーを勤める。
セレナ
ある場所でグラップラーに襲われているお嬢様。クラスはソルジャー。
ボビー
「風の団」のメカニック。口が悪い。
ポチ
シリーズおなじみの戦闘用バイオニック犬。

#### バイアスグラップラー
テッドブロイラー
メタルマックス2に登場したグラップラーの幹部。
ガスガマダス
四天王の一人。
モンジョリーナ
四天王の一人。
バッハ・ゲオン
四天王の一人。
ヘラクレス大佐
四天王の一人。

### 登場する戦車
天道虫360
レジスタンス組織「風の団」が発見した車で、最初に選択で入手できる戦車の一つ。スバル360に似た軽自動車である。
97式中戦車
レジスタンス組織「風の団」が発見した車で、最初に選択で入手できる戦車の一つ。大日本帝国陸軍の九七式中戦車がモデル。
オート三輪
レジスタンス組織「風の団」が発見した車で、最初に選択で入手できる戦車の一つ。改造によって多数の武装をつけられるようになる。
MBT99
緑の研究所「グリーンバイオ」に残されていた戦車。Rウルフの後継機として試作されていた。
IV号戦車
ドイツのIV号戦車。シリーズ恒例のフィールドに埋れた戦車である。設計図を入手すれば戦車職人に製造してもらうことも可能となる。
シャーマン
アメリカのM4中戦車。フィールドにから発掘できる他、設計図から製造することも可能。
ゴーストキャブ
悪霊に取り憑かれて暴走し、賞金首となっていたタクシーキャブ。悪霊を退治することで入手できる。
ツングースカ
カーリバーの戦車市場で購入可能な戦車。モデルはロシア（旧ソ連）の2K22対空自走砲。
アイラック
風の団のサブリーダー、アイラの愛車。荷台に砲塔を載せ、バンパーにトゲを付けて武装した軽トラック。
T-34
戦車職人に鉄クズを渡すことで製造可能になる戦車。モデルはロシア（旧ソ連）のT-34。
マークIV
戦車職人に鉄クズを渡すことで製造可能になる戦車。モデルはイギリスのMk.IV戦車。
レオパルト
戦車職人に設計図と鉄クズを渡すことで製造可能になる戦車。モデルはドイツのレオパルト1。
チャレンジャー
戦車職人に鉄クズを渡すことで製造可能になる戦車。多種多彩な改造パターンが特徴。モデルはイギリスのチャレンジャー1。
グラント
メタルカードの使用で設計図を入手できる戦車。モデルはアメリカのM3中戦車。グラントとはイギリス軍仕様の愛称。
ティーガーX
カーリバーの戦車市場で購入可能なシリーズおなじみの戦車。ドイツのVI号戦車ティーガー1E型。
エイブラムス
戦車職人に設計図と鉄クズを渡すことで製造可能になる戦車。名の通りアメリカのM1エイブラムスである。
Rウルフ
ブラドコーポレーション製の強力な戦車。最初に発見できる戦車だが主人公のものとはならず、後半で同じタイプのものを入手することになる。